# Pierpaolo Ferrazzi
Pierpaolo Ferrazzi (ur. 23 lipca 1965 w Bassano del Grappa) – włoski kajakarz górski. Dwukrotny medalista olimpijski.
Startował w slalomie w kajaku-jedynce (K-1). W 1992 – gdy kajakarstwo górskie wróciło do programu igrzysk po dwudziestoletniej przerwie – został mistrzem olimpijskim, osiem lat później zajął trzecie miejsce. Brał udział również w olimpiadzie w Atalancie (1996) i Atenach (2004).

## Starty olimpijskie (medale)
Barcelona 1992
- K-1 slalom –  złoto

Sydney 2000
- K-1 slalom –  brąz